# 곡성 가곡리 오층석탑
곡성 가곡리 오층석탑(谷城 柯谷里 五層石塔)은 대한민국 전라남도 곡성군에 있는 고려시대의 오층석탑이다. 2001년 9월 21일 대한민국의 보물 제1322호로 지정되었다.

## 개요
가곡리 오층석탑은 2층기단을 구비한 평면 방형의 오층석탑으로 높이는 6.2m이다.
하층기단의 지대석은 6.2m×5.6m 규모로 조성된 시멘트기단에 의해 매몰되어 있어 원형을 알 수 없다. 7 매의 판석으로 구성된 하층기단 면석에는 우주와 탱주가 생략되었으며, 6매의 판석으로 조성된 기단갑석의 하면에는 낮은 각형 1단의 부연이 있다. 상면에는 전체 5매의 석재로 구성된 각형 2단의 받침을 놓았다.
4매의 판석으로 조성된 상층기단 면석의 각 면에는 양 우주가 모각되어 있다. 기단 갑석은 1매의 판석으로 조성되었는데, 상면에는 각형 1단의 초층탑신 받침을, 하면에는 각형 1단의 부연을 조출하였다.
탑신석 1층은 4매, 2층이상은 1석으로 조성되었다. 매 층탑신석의 각 면에는 양 우주를 모각하였으며, 2층부터 5층까지의 탑신석 남쪽면에는 깊이 12cm의 장방형 홈을 파서 소형 감실의 효과를 보이고 있다. 옥개석은 각각 1석으로 조성되었는데, 하면에 1층에서 4층까지는 3단, 5층은 2단의 받침을 조출했다. 이중 2. 3. 4 층의 받침은 각호각형의 형태를 보이고 있어 이채롭다.
처마는 수평을 이루다가 전각에 이르러 강한 반전을 보이고 있다. 낙수면의 경사는 비교적 완만한데, 우동이 두툼하게 조성되어 백제계 석탑의 특징을 잘 보여주고 있다. 전각에는 상단 2곳, 하단 1곳에 각각 풍경공이 있다. 매층 옥개석의 정상에는 별석의 탑신받침을 놓았다. 5층 옥개석의 정상에는 깊이 9cm의 사각형 찰주공이 있다.
석탑은 각부를 구성하고 있는 부재가 상륜부를 제외하면 원형을 잘 유지하고 있고, 고려시대에 건립된 일반형 석탑의 양식은 물론 충청도와 전라도 지방을 중심으로 건립되던 백제계 석탑의 양식을 잘 보여주고 있으며, 특히 탑신과 옥개석에 구현된 양식과 더불어 매층 옥개석 상면에 별석받침을 놓아 탑신받침으로 삼은 점은 고려시대 석탑의 대표적인 양식이라 할 수 있다. 기단부는 2층기단이나 탑신부가 5층으로 조성되어 전체적으로 고준(高峻)한 느낌을 주고 있어 같은 계통인 담양 읍내리오층석탑과 양식적 친연성을 엿볼 수 있으며, 아울러 옥개석의 우동을 두툼하게 조 성한 것은 백제계 석탑이 지닌 특징적인 양식을 잘 보여주고 있다.
석탑은 전체적으로 우아하고 조각기법이 매우 세련되어 안정감을 보이며 고려시대에 백제 옛 터에서 나타나는 백제계 석탑으로서 역사적, 학술적, 예술적 가치가 뛰어난 작품이다.

## 같이 보기
- 오층석탑

## 참고 자료
- 곡성 가곡리 오층석탑 - 국가유산청 국가유산포털